# Bomadi
Bomadi è una città della Nigeria appartenente allo stato di Delta (stato) ed è capoluogo dell'omonima area a governo locale (local government area). Conta una popolazione di 86.644 abitanti.